# FK Dinamo-93 Minsk
FK Dinamo-93 Minsk var en vitrysk fotbollsklubb i Minsk. Den upplöstes 1998. 

## Historia
Dinamo-2 Minsk bildades 1992 som reservlag för Dinamo Minsk, och ersatte Dinamo-d Minsk, som tävlade i den dubbla sovjetiska toppligan innan Sovjetunionen upplöstes. Dinamo-2 spelade 1992 års säsong i Vitryska förstadivisionen och vann tävlingen. För att flyttas upp, separerade Dinamo-2 från moderklubben och blev eget lag. Namnet ändrades till FC Belarus Minsk inför säsongen 1992-1993, och slutligen till FC Dinamo-93 Minsk 1993. 
Laget var ganska framgångsrikt, och slutade tvåa en gång (1993/1994), och trea tre gånger (1992/1993, 1994/1995 och 1995). De vann också Vitryska cupen 1995 och gick till final 1997. Tack vare resultaten fick Dinamo-93 spela i Europacuperna (Cupvinnarcupen 1995/1996, UEFA-cupen 1996/1997 och Intertotocupen 1997). 
1998, efter 14 matcher i mästerskapet och en automatisk förlust med 0-3 för att ha missat en match i Vitebsk, drog sig Dinamo-93 ur tävlingen på grund av ekonomiska problem, och upplöstes.

### Namnändringar
- 1992 (våren): Bildad som FK Dinamo-2 Minsk
- 1992 (sommaren): Omdöpt till FC Belarus Minsk
- 1993: Omdöpt till FC Dinamo-93 Minsk
- 1998: upplöst

## Liga- och cuphistorik
| Säsong  | Nivå | Position | Spelade | Vinster | Oavgjorda | Förluster | Mål   | Poäng | Vitryska cupen  | Noterbart            |
| ------- | ---- | -------- | ------- | ------- | --------- | --------- | ----- | ----- | --------------- | -------------------- |
| 1992    | 2    | 1        | 161     | 12      | 2         | 2         | 59–15 | 27    | Sextondelsfinal | Uppflyttad           |
| 1992–93 | 1    | 3        | 32      | 20      | 6         | 6         | 54–24 | 46    | Sextondelsfinal |                      |
| 1993–94 | 1    | 2        | 30      | 18      | 7         | 5         | 46–16 | 43    | Sextondelsfinal |                      |
| 1994–95 | 1    | 3        | 30      | 16      | 10        | 4         | 52–22 | 42    | Vinnare         |                      |
| 1995    | 1    | 3        | 15      | 10      | 2         | 3         | 28–15 | 32    | Semifinal       |                      |
| 1996    | 1    | 4        | 30      | 17      | 5         | 8         | 44–30 | 56    | Semifinal       |                      |
| 1997    | 1    | 5        | 30      | 14      | 7         | 9         | 53–30 | 49    | Tvåa            |                      |
| 1998    | 1    |          | 15      | 4       | 6         | 5         | 19–23 | 18    | Semifinal       | Upplöst, drog sig ur |
| 1999    |      |          |         |         |           |           |       |       | Sextondelsfinal |                      |

- 1 Inklusive slutspelsmatchen (vinst 3–0) om förstaplatsen mot Shinnik Bobruisk, som hade samma poäng vid säsongens slut.